# 케네스 앤더슨
케네스 아서 노엘 앤더슨(Kenneth Arthur Noel Anderson, 1891년 12월 25일 ~ 1959년 4월 27일)은 영국의 군인이다. 제1차 세계 대전, 제2차 세계 대전에 참전했으며 제2차 세계 대전에서는 횃불 작전, 튀니지 전역에 참전했다. 튀니지 전역에서는 영국 군단, 프랑스 군단, 미국 2군단의 지휘관 역할을 수행했다.